# Лі Мейберрі
Лі Мейберрі (англ. Lee Mayberry, нар. 12 червня 1970, Талса, Оклахома, США) — американський професіональний баскетболіст, що грав на позиції розігруючого захисника за декілька команд НБА. Гравець національної збірної США.

## Ігрова кар'єра
Починав грати у баскетбол у команді Старшої школи Вілла Роджерса (Талса, Оклахома), з якою виграв чемпіонат штату 1988 року. На університетському рівні грав за команду Арканзас (1988–1992). 1990 року допоміг команді дійти до півфіналу турніру NCAA, де Арканзас програв Дюку.
1992 року був обраний у першому раунді драфту НБА під загальним 23-м номером командою «Мілвокі Бакс». Професійну кар'єру розпочав 1992 року виступами за тих же «Мілвокі Бакс», кольори яких захищав протягом наступних 4 сезонів.
Другою і останньою ж командою в кар'єрі гравця стала «Ванкувер Гріззліс», до складу якої він приєднався 1996 року і за яку відіграв 3 сезони. Набирав в середньому 5,1 очок за гру. 
1990 року у складі збірної США став бронзовим призером Чемпіонату світу з баскетболу 1990. 